# Cristalândia
Cristalândia, amtlich portugiesisch Município de Cristalândia, ist eine Gemeinde im brasilianischen Bundesstaat Tocantins. Sie hatte zum 1. Juli 2021 7268 Einwohner, die Cristalandenser genannt werden und auf einer Gemeindefläche von rund 1850,8 km² leben. Rechnerisch beträgt die Bevölkerungsdichte rund 3,9 Einwohner pro km².

## Geographie
Umliegende Gemeinden sind Pium, Lagoa da Confusão, Santa Rita do Tocantins, Fátima, Oliveira de Fátima und Nova Rosalândia. Die Entfernung zur Hauptstadt Palmas beträgt zwischen 99 und 130 km. Sie liegt auf einer Höhe von 268 Metern über Meeresspiegel.
Das Biom ist brasilianischer Cerrado.

## Geschichte
Cristalândia entstand 1939 als Stützpunkt für Mineraliensucher. Sie hieß zunächst Itaporá, dann Chapada und erhielt Stadtrechte unter dem Namen Cristalândia zum 23. Juni 1953 durch das Lei Estadual nº 742. Das Gemeindegebiet gehörte bis 1988 und der Gründung von Tocantins zum Bundesstaat Goiás.

## Kommunalverwaltung
Bei der Kommunalwahl 2020 wurde Wilson Júnior de Carvalho der Partei Progressistas (PP) zum Stadtpräfekten (Bürgermeister) für die Amtszeit von 2021 bis 2024 gewählt.
Der Stadtrat besteht aus fünf Stadträten (vereadores). Kommunalwahlen finden alle vier Jahre statt.

## Religion
Cristalândia ist Sitz des Bistums Cristalândia.

## Söhne und Töchter der Gemeinde
- Socorro Gomes (* 1950), Politikerin in Pará